# 메가라

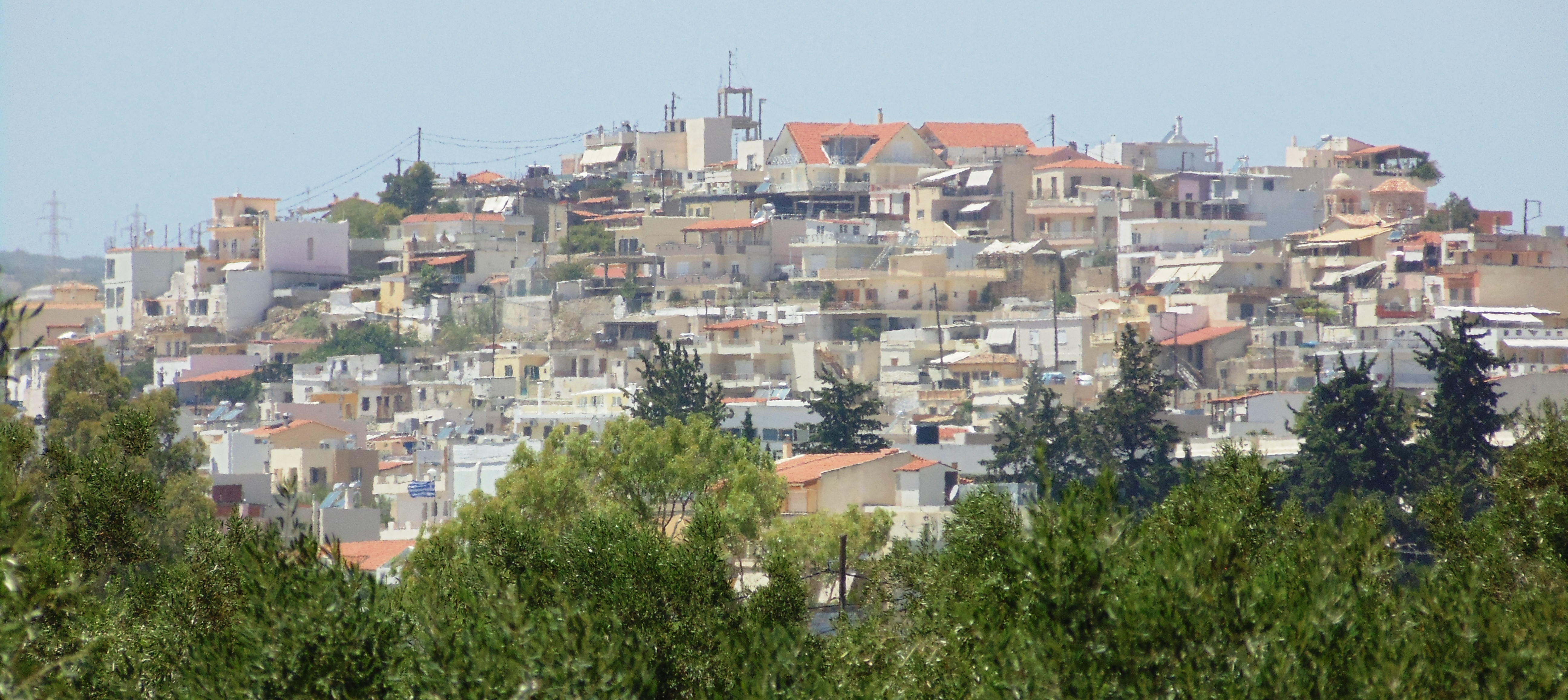

메가라 (Μέγαρα)는 그리스 남부에 있는 오래된 도시로 아티카의 서부 메가리스에 있었던 도시 국가이다. 메가라인이 이룩한 식민시 안에는 비잔티움(현재 이스탄불)이 있다.
현대의 메가라(Μέγαρα / Mégara)는 그리스 아티카 지방에 있는 도시 기초 자치단체(디모스)의 이름이기도 하다.

## 지리
메가라는 서부 아티키 현의 남서부에 소재하고 있고, 아테네에서 서북서로 약 42km의 거리에 위치한다. 코린토스 지협 북동부의 사로니코스 만 측(남쪽), 메가리스 평야(Megaris) 남부에 소재하고 사로니코스 만에 가까이 있다. 특히 메가라 앞의 남쪽 바다를 메가라 만이라고 부르기도 한다. 고대 메가라는 한때 살라미스섬을 지배하기도 했으며, 아테네가 살라미스 섬을 사이에 두고 반대편에 위치한다.
자치 단체로의 메가라 시의 영역은 코린토스 지협을 형성하는 바다의 쌍방(남동쪽으로 사로니코스 만, 북서쪽으로 코린토스 만)에 접하고 있다.

## 역사
역사 시대의 초기 메가라는 코린트의 속령이었다. 메가라의 식민지들은 시칠리아의 시라쿠사의 북쪽에 메가라 휘블라에아(현재 시라쿠사현 아우구스타)라는 도시를 구축했다. 메가라 사람들은 코린토스와 독립 전쟁을 싸우고 기원전 685년 무렵에는 칼케돈, 기원전 667년 무렵에는 비잔티움을 건설했다.
기원전 7세기 말, 테아게네스(Theagenes of Megara)는 메가라의 참주가 되었다. 테아게네스는 부유층의 가축을 도살하여 빈곤층의 지지를 얻었다고 한다. 페르시아의 제2차 침공에서 메가라는 아테네와 스파르타와 같은 진영에 서서 살라미스 해전과 플라타이아 전투 등 중요한 전투에 참여했다.
기원전 460년경 스파르타가 좌지우지하는 펠로폰네소스 동맹에서 메가라가 탈퇴하였지만, 이것이 제1차 펠로폰네소스 전쟁(기원전 460년 - 기원전 445년)의 계기가 되었다. 〈삼십년 평화 조약〉(기원전 446년 또는 기원전 445년)을 계기로 메가라는 펠로폰네소스 동맹에 복귀했다. 제2차 펠로폰네소스 전쟁(기원전 431년 - 기원전 404년)에서는 스파르타와 동맹 관계로 같이 싸웠다. 메가라와 아테네의 경제를 둘러싼 여러 사건(아테네가 지배 영역에서 메가라 인의 상업 활동을 금지한 것 등)이 펠로폰네소스 전쟁의 원인 중 하나가 된 것으로 간주되고 있다.
메가라는 무역의 거점이며, 지역 주민은 배를 이용하거나 인근 폴리스에 무기를 제공하고 있었다. 메가라에 있는 2개의 항구 중 페가이는 코린토스만의 서쪽에 있으며, 니사이아는 에게해의 사로니코스만의 동쪽에 있다.
메가라 인이 세운 식민 도시로는 다음과 같은 것이 있다.
- 케르소네소스 - 현 : 우크라이나 세바스토폴
- 메센부리아 - 현 : 불가리아 네세바르
- 헤라클레아 폰티카 - 현 : 터키 카라데니즈에렐리
- 아스타쿠스 - 현재 : 터키 이즈미트
- 비잔티움- 현 터키 이스탄불(구 : 비잔티움, 콘스탄티노플)
- 칼케돈 : 터키 카디코이 (이스탄불의 일부)
- 메가라 휘블라이아 - 현 : 이탈리아 아우구스타